# Тудун
Тудун  — титул намісників кагана в Хозарському і Аварському каганатах.Тудуни виконували наглядові та організаційні функції при місцевих адміністраціях. Крім того тудун міг виконувати функції дипломата. Можливо тудуни іноді призначалися навіть в містах, що номінально знаходилися під іншою контрольною владою (Візантійською, наприклад в Криму), але фактично в межах сфери впливу Хазарського кагана. Наприклад відомий тудун, намісник Хазарського кагана, в Херсонесі у 8 столітті.